# M̍
Cette page contient des caractères spéciaux ou non latins. S’ils s’affichent mal (▯, ?, etc.), consultez la page d’aide Unicode.
M̍ (minuscule : m̍), appelé M ligne verticale, est une lettre utilisé dans la romanisation pe̍h-ōe-jī et le système de romanisation taïwanais.
Elle est formée de la lettre M diacritée d’une ligne verticale.

## Représentations informatiques
Le M ligne verticale peut être représente avec les caractères Unicode suivants :
- décomposé (latin de base, diacritiques)[1],[2] :

| formes    | représentations | chaînes de caractères | points de code | descriptions                                                  |
| --------- | --------------- | --------------------- | -------------- | ------------------------------------------------------------- |
| capitale  | M̍               | M◌̍                    | U+004D U+030D  | lettre majuscule latine m diacritique ligne verticale en chef |
| minuscule | m̍               | m◌̍                    | U+006D U+030D  | lettre minuscule latine m diacritique ligne verticale en chef |